# Cas possessiu
El cas possessiu és un cas gramatical que indica qui és el posseïdor d'un objecte determinat (noció que pot expressar-se també amb el cas genitiu, d'abast semàntic més ampli, depenent de l'idioma o amb estructures similars, com el genitiu saxó de l'anglès). Aquest cas està present en algunes llengües australianes i s'afegeix com un morfema a l'arrel de l'entitat posseïda.